# Джип-триал

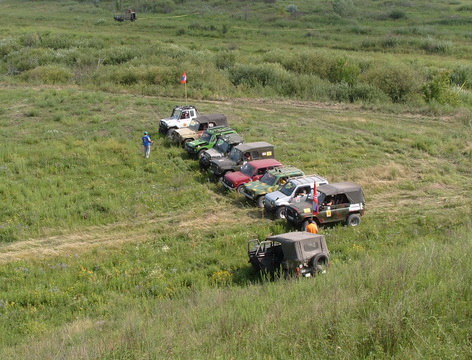
Гонки на джипах, г. Троицк (ЧО) 2010 год

Джип-триал (джип триал / jeep trial / jeeptrial) — это автомобильное соревнование, проходящее на закрытой с искусственными и/или естественными препятствиями трассе, расположенной на сильно пересеченной местности и разделённой на зачётные секции.
Цель соревнования — это прохождение трассы через обозначенные на трассе курсовые ворота за минимальное и не более отведённого времени. Участники должны пройти все ворота в определённой очерёдности, за повреждение или снос ворот назначаются штрафные очки или дисквалификация. Сами ворота классифицируются на стартовые, финишные и курсовые. В джип-триале экипаж автомобиля состоит из двух человек: водителя и штурмана. Победителем признается экипаж, набравший наименьшее количество штрафных баллов. Все соревнования осуществляются либо по регламентам ежегодников российской автомобильной федерации либо по правилам самих организаторов соревнований.

## Классы
Соревнования проводятся на внедорожных легковых автомобилях с колесной формулой 4*4. Максимальный вес автомобиля ограничен 3,5 тоннами. Существует 6 классов (зачетных групп). Д1 и Д2 представляют собой серийные автомобили, которые были подготовлены в небольшой степени для соревнований. Д3, Д4 и Д5 это серийные автомобили, которые были подвергнуты глубокой модернизации для соревнований. В частности автомобили данного класса имеют не меньше двух сидений. В автомобилях класса Д6 системы безопасности могут быть встроены в сам кузов. На соревнованиях каждый автомобиль снабжается стартовым номером из 3 цифр, при этом первая цифра обозначает номер класса.
- Оригинал (Original) — оригинальные (стандартные) автомобили. В этом классе участвует любой желающий. Машина не должна быть модернизирована кроме изменений в целях безопасности. Максимальный размер покрышек 825 × 275 мм. Максимальная глубина протектора 16 мм.

- Стандарт (Standart) — серийные автомобили, для которых разрешается лифт кузова до 50 мм, незначительный тюнинг, подвески с сохранением изначального типа (например, пружины/рессоры), максимальный размер шин 900 × 320 мм, а максимальная глубина протектора 20 мм.

- Модифайт (Modified) — модифицированные серийные автомобили. Разрешается глубокая доработка с небольшими ограничениями.

- Промодифайт (Promodified) — кардинально переделанный стандартный автомобиль. Автомобиль должен быть похож на серийный, запрещено устанавливать управляемый задний мост.

- Прототип (Prototypes) — специальный класс, эти машины чаще всего собраны на базе серийных (не путать с доводкой), но модернизированы для прохождения трассы.

## История
История триального вида спорта началась в США в виде популярности соревнований рок-кроулинг и трак-триал, как гонки на джипах по пересеченной местности.
В России джип-триал появился в 1999—2000 годах. В 2003-м Российская автомобильная федерация официально признала джип-триал как вид спорта. Тогда же прошёл первый чемпионат России по джип-триалу.

## Чемпионат
Сезон для проведения чемпионата — с мая по октябрь. В России обычно существует 4 отборочных тура, по итогам которых выбираются лучшие джип-триалисты. Основные трассы — это Тверь, Парк приключений Павлова, Camex, Тула, Пущино, Иваново, Самара. Также с июля по август проводят чемпионат Европы (EuroTrial) в заранее выбранной стране. На EuroTrial собирается сборная России, состоящая из лучших спортсменов. До начала соревнований проводят парад джипов.
Для участия в российском чемпионате требуется машина, отвечающая всем требованиям регламента, и пилот, укомплектованный спортивным комбинезоном. Пилот также может взять с собой штурмана для помощи в прохождении трассы.